# E003
E003 eller Europaväg 003 är en europaväg som går från Utjkuduk i Uzbekistan till Gaudan i Turkmenistan. Längd omkring 1 000 km. Denna väg har inget samband med europavägen E3 (i Frankrike) trots sina likheter i vägnumret.

## Sträckning
Utjkuduk - (gräns Uzbekistan-Turkmenistan) - Daşoguz - Asjchabad - Gaudan. 

## Anslutningar till andra europavägar
- E004
- E40
- E60